# Graciela (film)
Graciela è un film argentino del 1956, diretto da Leopoldo Torre Nilsson, tratto dal romanzo Nada di Carmen Laforet.
È il remake di Voragine (Nada) diretto da Edgar Neville nel 1947 e interpretato da Conchita Montes e Fosco Giachetti.

## Trama
Graciela, una giovane provinciale, dopo la morte dei suoi genitori si stabilisce a Buenos Aires con sua nonna, per continuare lì i suoi studi universitari. Vivono in una casa antiquata, insieme con gli zii e le zie che hanno una strana condotta di vita. Graciela incontra uno studente, Roman, che finisce per amare. Costui le propone il matrimonio, e la ragazza, sentendosi intrappolata in un ambiente familiare opprimente, accetta questa prospettiva. Roman però commette l'errore di innamorarsi perdutamente di un'amica di Graciela. Quando lui si renderà conto che la sua nuova passione si rivela impossibile, si toglie la vita. Graciela trascorrerà il resto della sua vita in totale solitudine.

## Distribuzione
Il film venne distribuito nelle sale argentine il 10 maggio 1956.

## Accoglienza critica
Rolando Fustiñana scrisse: «L'asprezza del libro si trasferisce nel film. Alcune situazioni, alcune frasi molto dure, sembrano ferire l'orecchio. L'inquietudine di Torre Nilsson nel trattare l'immagine è di reale importanza per il cinema argentino. Con Graciela incorpora nuove influenze dagli svedesi e da Alf Sjoberg in particolare, affinando il suo linguaggio fino a raggiungere una sensazione permanente di ricerca».
Manrupe e Portela commentarono: «Sotto contratto con i Mentaasti, Torre Nilsson annuncia il suo futuro immediato: c'è una magione, una ragazza innocente arrivata dalla provincia e strane persone che bramano un ritorno al passato che fu. Il tutto, trattato con un linguaggio visivo (influenzato dal cinema svedese) che ha significato l'inizio di uno stile personale e un punto di partenza per quello che sarebbe poi stato un nuovo cinema argentino».